# Brachyptera brevipennis
Brachyptera brevipennis is een steenvlieg uit de familie vroege steenvliegen (Taeniopterygidae). De wetenschappelijke naam van de soort is voor het eerst geldig gepubliceerd in 1964 door Zhiltzova.